# Віктіньо
Віктор Угу да Сілва Кошта або просто Віктіньо (порт.-браз. Victor Hugo da Silva Costa / Victinho; нар. 11 листопада 2004, Бразилія) — бразильський футболіст, центральний півзахисник молодіжного складу «Атлетіку Мінейру». В Україні відомий своїми виступами за «Дніпро-1».

## Життєпис
Вихованець «Атлетіку Мінейру». З 2019 по 2023 рік виступав за юнацькі та молодіжні команди вище вказаного клубу.
17 липня 2023 року відправився в оренду до «Дніпра-1». У футболці дніпровського клубу дебютував 24 вересня 2023 року в переможному (1:0) виїзному поєдинку 8-го туру Прем'єр-ліги України проти луганської «Зорі». Віктіньо вийшов на поле на 67-й хвилині замість Олександра Піхальонка. У першій половині сезону 2023/24 років зіграв 8 матчів у Прем'єр-лізі. У січні 2024 року відмовився повертатися до України через масовану атаку російських дронів на Дніпро. Керівництво клубу поставилося з розумінням до бажання гравця й дозволило йому достроково завершити орендну угоду. На початку березня 2024 року повернувся до «Атлетіку Мінейру».